# Ano Internacional das Pessoas Deficientes
O ano de 1981 foi proclamado o Ano Internacional das Pessoas Deficientes pelas Nações Unidas. Teve como objectivo chamar as atenções para a criação de leis e movimentos, na tentativa de dar ênfase à igualdade de oportunidades para as pessoas com necessidades especiais. 
O lema do evento em questão foi "Participação plena e igualdade", que iria fazer parte do direito das pessoas com deficiência, a fim de que elas possam viver de maneira completa, ter parte ativa no desenvolvimento das suas sociedades, tirar proveito das suas condições de vida de modo equivalente a todos os outros cidadãos e ter direito à sua parte no que diz respeito às melhorias das condições que resultam do desenvolvimento sócio-econômico.
O maior resultado do Ano Internacional das Pessoas Deficientes foi a criação do Programa Mundial de Ação para pessoas com deficiência, formulado pela Assembleia Geral das Nações Unidas, em Dezembro de 1982. 
A Década Internacional das Pessoas Deficientes ocorreu de 1983 a 1993.
Todos os anos, dia 3 de Dezembro, desde 1998, é identificado pelas Nações Unidas como o Dia Internacional das Pessoas com Deficiência.